# Kredyt rewolwingowy
Kredyt rewolwingowy (kredyt odnawialny) – jest to typ kredytu obrotowego, który pozwala na ponowne skorzystanie z kredytu w przypadku spłacenia jego całości lub części podczas trwania umowy kredytowej. Każda spłata kredytu w trakcie trwania umowy kredytowej, powoduje odnowienie wolnego limitu kredytu o spłaconą kwotę, umożliwiając kredytobiorcy wielokrotne wykorzystania limitu, ale tylko do czasu całkowitego wygaśnięcia zawartej umowy. Kredyty rewolwingowe są zaciągane na ogół na krótki okres.
Przykładem kredytu rewolwingowego jest karta kredytowa.